# Курчум (притока Іртиша)
Курчум (Куршим; каз. Күршім) — річка в Курчумському районі Східно-Казахстанської області Республіки Казахстан, права притока Іртиша. Довжина річки — близько 280 км, площа басейну — 4500 км². Середньорічна витрата води в районі села Топтерек становить 60,8 м³/с.
Бере початок у горах південно-західної частини Алтаю, витікає з безіменного озера в міжгірській улоговині Курчумського хребта та хребта Саримсакти. Тече в південно-західному напрямку. Впадає в Бухтарминське водосховище на річці Іртиш на захід від села Курчум.
Живиться таненням снігів і підземними водами. Річка гірська, з крутими та обривистими берегами.

## Притоки
Саримсакти, Теректи, Кундузди.